# Euryproctus annulatipes
Euryproctus annulatipes là một loài tò vò trong họ Ichneumonidae.